# 威信站
威信站，位于中华人民共和国云南省昭通市威信县扎西镇田坝村，是成贵客运专线、叙毕铁路上的火车站，成都局集团宜宾车务段管辖。

## 車站周邊
- 威信县民族中学
- 威信县汽车客运站
- 威信县扎西会议纪念馆

## 歷史
- 2019年12月16日通车启用。

## 外部連結
- 中国铁路客户服务中心（页面存档备份，存于）